# Son Altesse Impériale (film)
Pour l’article homonyme, voir Son Altesse Impériale.
Son Altesse Impériale est un film allemand de Jean Bernard-Derosne et Victor Janson sorti en 1933.

## Fiche technique
- Titre original : Der Zarewitsch
- Réalisation : Jean Bernard-Derosne, Victor Janson
- Scénario : Georg Zoch, Robert Lorette, d'après l'opérette "Der Zarewitsch" (Le Tsarévitch) de Franz Lehar
- Dialogues : Jean Bernard-Derosne, Van Moppès
- Production : George C. Horetsky
- Société de production : Universum Film AG
- Distribution : L'Alliance Cinématographique Européenne
- Photographie : Karl Puth, Bruno Timm
- Genre : Comédie romantique ; opérette

## Distribution
- Germaine Aussey : La princesse Dorothéa, la future épouse du prince Boris
- Denis : Pitchoun
- Maurice Escande : Le comte Symoff
- Marie Glory : Monique, une petite journaliste dont s'éprend un prince
- Paul Heidemann
- Gaston Jacquet : Le grand-duc
- Félix Oudart : Le général
- Charles Redgie : Le capitaine Gorsky
- George Rigaud : Le prince Boris, qui s'éprend à Cannes d'une petite journaliste
- Claude Rivory : Tortorino
- Marguerite Templey : Le chaperon